# Эггерт, Агне
Агне Эггерт (лит. Agnė Eggerth; род. 4 августа 1978, Каунас), в девичестве Висоцкайте (лит. Visockaitė) — литовская легкоатлетка, специалистка по бегу на короткие дистанции. Выступала на профессиональном уровне в 1994—2008 годах, многократная победительница и призёрка первенств национального значения, действующая рекордсменка Литвы на дистанциях 50, 60 и 200 метров в помещении, участница двух летних Олимпийских игр.

## Биография
Агне Висоцкайте родилась 4 августа 1978 года в Каунасе, Литовская ССР.
Впервые заявила о себе на международном уровне в сезоне 1994 года, когда вошла в состав литовской сборной и выступила на юниорском мировом первенстве в Лиссабоне, где в беге на 200 метров дошла до стадии четвертьфиналов.
В 1995 году в той же дисциплине стала четвёртой на юниорском европейском первенстве в Ньиредьхазе, одержала победу на Европейских юношеских Олимпийских днях в Бате.
В 1996 году стала чемпионкой Литвы на дистанциях 100 и 200 метров, дошла до полуфинала на чемпионате Европы в помещении в Стокгольме, финишировала четвёртой на юниорском мировом первенстве в Сиднее.
В 1997 году на юниорском европейском первенстве в Любляне завоевала серебряную награду в беге на 100 метров и показала четвёртый результат в беге на 200 метров. Будучи студенткой, представляла страну на Всемирной Универсиаде в Сицилии, где в 100-метровой дисциплине пришла к финишу пятой.
В 1998 году бежала 100 метров на чемпионате Европы в Будапеште.
В 1999 году стартовала на чемпионате мира в помещении в Маэбаси, при этом в беге на 200 метров установила ныне действующий национальный рекорд Литвы — 23,39. Принимала участие в молодёжном европейском первенстве в Гётеборге.
Благодаря череде удачных выступлений в 2000 году удостоилась права защищать честь страны на летних Олимпийских играх в Сиднее — на предварительном квалификационном этапе бега на 100 метров показала время 11,87, чего оказалось недостаточно для выхода в четвертьфинальную стадию.
В 2002 году в 100-метровой дисциплине дошла до полуфинала на чемпионате Европы в Мюнхене.
В 2003 году на зимнем чемпионате Литвы в Каунасе установила ныне действующий национальный рекорд в беге на 60 метров — 7,23. В той же дисциплине стартовала на чемпионате мира в помещении в Бирмингеме. На летнем чемпионате Литвы была лучшей на дистанции 100 метров, участвовала в чемпионате мира в Париже.
В 2004 году бежала 60 метров на чемпионате мира в помещении в Будапеште, была лучшей в дисциплинах 100 и 200 метров на чемпионате Литвы в Каунасе. Принимала участие в Олимпийских играх в Афинах, где с результатом 11,44 вновь не смогла преодолеть предварительный квалификационный этап.
Завершила спортивную карьеру по окончании сезона 2008 года.
Ещё будучи действующей спортсменкой уехала на постоянное жительство в США, окончила Университет Маккензи, работала тренером по лёгкой атлетике в нескольких американских университетских командах.